# Liponeura taurica
Liponeura taurica är en tvåvingeart som beskrevs av Peter Zwick 1972. Liponeura taurica ingår i släktet Liponeura och familjen Blephariceridae.
Artens utbredningsområde är Turkiet. Inga underarter finns listade i Catalogue of Life.